# Allantoin
Az allantoin (INN: allantoin) egy heterociklusos szerves vegyület, összegképlete C4H6N4O3. Az allantoint először 1800-ban izolálták marhamagzatléből és borjúvizeletből, majd 1838-ban mesterségesen is előállította Liebig és Wöhler. A fehérjeanyagcsere egyik terméke, a purinvázas vegyületek biológiai lebomlásának végterméke. Mesterségesen húgysav lúgos permanganátoldatos oxidációjával vagy karbamid és diklór-ecetsav együttes melegítésével állítható elő. Színtelen hasábokban kristályosodik, vízben (0,5%) és etanolban (0,2%) oldható; kémhatása közömbös. A VIII. Magyar Gyógyszerkönyvben  Allantoinum     néven hivatalos.  
 Amfoter tulajdonságú: savakkal sókat, míg lúgokkal allantoinátokat képez.

## Felhasználás
Az allantoin megtalálható a fekete nadálytő kivonataiban. A szintetikus és természetazonos allantoin használata biztonságos, számos kozmetikumban használják, mivel sebhegesítő hatású, az új sejtek képzését elősegíti, a bőrt simává teszi. Fogkrémek, szájvizek, samponok, borotválkozási szerek és ajakírek alkotórésze is. Kutatások szerint az allantoin csökkenti az öregség külső jeleit.

## Jótékony hatásai
- nedvesítő és keratolitikus hatás
- növeli az extracelluláris mátrix víztartalmát
- gyorsítja az elhalt bőr külső rétegeinek lehámlását
- simítja a bőrt
- elősegíti a sejtosztódást és a sebgyógyulást
- gyulladásgátló, bőrvédő hatású